# Stockholm International Peace Research Institute
Stockholm International Peace Research Institute (SIPRI, Sztokholmski Międzynarodowy Instytut Badań Pokojowych) – instytut założony w 1966 roku przez szwedzki parlament dla uczczenia 150. rocznicy nieprzerwanego pokoju w Szwecji. Jego celem są badania naukowe nad kwestiami konfliktu i współpracy, by pomóc w zrozumieniu warunków potrzebnych dla pokojowego rozwiązania światowych konfliktów. SIPRI udostępnia informacje o rozwoju broni, wydatkach na zbrojenia w poszczególnych krajach, produkcji i sprzedaży broni przez różne kraje, o jej kontroli i rozbrojeniach, a także o konfliktach, zapobieganiu im i bezpieczeństwie regionalnym. Wyniki badań SIPRI publikowane są głównie w książkach, w raportach oraz innych publikacjach Instytutu, a także na jego stronie internetowej.
Długoletnim szefem SIPRI (w latach 1991–2002) był polski dyplomata prof. Adam Daniel Rotfeld.
W roku 1982 instytut otrzymał Nagrodę UNESCO za Wychowanie dla Pokoju.